# Marcantonio Franciotti
 (Lucca, 8 settembre 1592 – Roma, 8 febbraio 1666) è stato un cardinale e vescovo cattolico italiano.

## Biografia
Nacque a Lucca l'8 settembre 1592, figlio di Curzio Franciotti e di Chiara Balbani, entrambi appartenenti ad antiche famiglie lucchesi.
Papa Urbano VIII lo elevò al rango di cardinale nel concistoro del 28 novembre 1633. Ebbe il titolo di S. Clemente e fu nominato vescovo di Lucca.
Morì l'8 febbraio 1666 e fu sepolto nella chiesa del Gesù.

## Genealogia episcopale e successione apostolica
La genealogia episcopale è:
- Cardinale Guillaume d'Estouteville, O.S.B.Clun.
- Papa Sisto IV
- Papa Giulio II
- Cardinale Raffaele Riario
- Papa Leone X
- Papa Paolo III
- Cardinale Francesco Pisani
- Cardinale Alfonso Gesualdo
- Papa Clemente VIII
- Cardinale Pietro Aldobrandini
- Cardinale Laudivio Zacchia
- Cardinale Antonio Barberini, O.F.M.Cap.
- Cardinale Marcantonio Franciotti

La successione apostolica è:
- Vescovo Giuseppe Ciantes, O.P. (1640)
- Cardinale Giambattista Spada (1643)
- Vescovo Desiderio Palleti, C.R.L. (1644)
- Cardinale Francesco Angelo Rapaccioli (1646)
- Vescovo Cesare Reghini (1646)
- Arcivescovo Pompeo Mignucci, O.S.H. (1647)
- Vescovo Giulio Cesare Borea (1649)
- Arcivescovo Stefano Quaranta, C.R. (1649)
- Arcivescovo Vincenzo Rabatta (1650)
- Vescovo Giovanni Battista Alfieri (1650)
- Vescovo Carlo Azzolini (1650)
- Vescovo Pietro Rota (1650)
- Vescovo Leonardo Severoli (1650)
- Vescovo Alessandro Porro, C.R. (1650)
- Vescovo Ercole Coppola (1651)
- Vescovo Antonio Leoncillo (1651)
- Cardinale Girolamo Buonvisi (1651)
- Vescovo Gabriel Ortiz de Orbé (1651)
- Vescovo Alessandro Argoli (1651)
- Vescovo Tommaso Tomassoni, O.P. (1652)
- Vescovo Sallustio Cherubini (1652)
- Vescovo Rodrigo Cruzado Caballero (1652)
- Vescovo Teodoro Fantoni, C.R.L. (1652)
- Arcivescovo Giovanni Alfonso Puccinelli, C.R.L. (1652)
- Vescovo Giuseppe Boncore (1652)
- Vescovo Giorgio Giorgicci (1652)
- Vescovo Theodorus Skuminowicz (1652)
- Vescovo Filippo Giacomo (1652)
- Vescovo Martino Denti de' Cipriani, B. (1652)
- Papa Innocenzo XII (1652)
- Vescovo Girolamo Borghesi, O.S.B. (1652)
- Vescovo Carlo Sgombrino (1652)
- Vescovo Gerolamo Bollini, O.S.B. (1653)
- Arcivescovo Giovanni Granafei (1653)
- Vescovo Annibale Sillano (1653)
- Vescovo Giovanni Battista Imperiali, C.R. (1653)
- Vescovo Francesco Gozzadini (1654)
- Arcivescovo Gian Antonio Paravicini (1654)
- Arcivescovo Agostino Franciotti (1654)
- Vescovo Mauro Promontorio, O.S.B. (1654)
- Vescovo Giovanni Mastelloni (1654)
- Vescovo Pietro Frescobaldi (1654)
- Vescovo Paolo Squillanti (1654)
- Arcivescovo Marco Crisio (1655)
- Arcivescovo Paolo Piromalli, O.P. (1655)
- Vescovo Paolo Vincenzo Roero, B. (1655)
- Vescovo Pierre Parcevich (1656)
- Arcivescovo Michele Beggiamo (1656)
- Vescovo Giuseppe Petagna (1657)
- Vescovo Giovanni Battista Repucci (1657)
- Vescovo Gianlucido Palombara (1658)
- Vescovo Cesare Cancellotti, C.O. (1658)
- Vescovo Agazio di Somma (1659)
- Vescovo Marzio Marini (1659)
- Cardinale Niccolò Radulovich (1659)
- Vescovo Luis Morales, O.S.A. (1659)
- Arcivescovo Francesco de Estrada (1659)
- Vescovo Attilio Pietrasanta, O.Cist. (1659)
- Vescovo Lorenzo Díaz de Encinas, O.Carm. (1659)
- Vescovo Maurizio Piccardi (1660)
- Arcivescovo Vincenzo Lanfranchi, C.R. (1660)
- Vescovo Filippo de Monti (1666)